# Buchenwälder bei Bruck an der Mur
Buchenwälder bei Bruck an der Mur este o arie protejată (sit de importanță comunitară — SCI) din Austria întinsă pe o suprafață de 106,86 ha, integral pe uscat.

## Localizare
Centrul sitului Buchenwälder bei Bruck an der Mur este situat la coordonatele 47°22′53″N 15°18′16″E / 47.3815°N 15.3045°E.

## Înființare
Situl Buchenwälder bei Bruck an der Mur a fost declarat sit de importanță comunitară în decembrie 2018 pentru a proteja un număr necunoscut de specii din flora spontană și fauna sălbatică aflate în arealul zonei.

## Biodiversitate
Situată în ecoregiunea alpină, aria protejată conține 2 habitate naturale: Păduri de fag Luzulo-Fagetum, Păduri de fag Asperulo-Fagetum.
La baza desemnării sitului se află un număr nedeclarat de specii protejate.